# Cavia porcellus

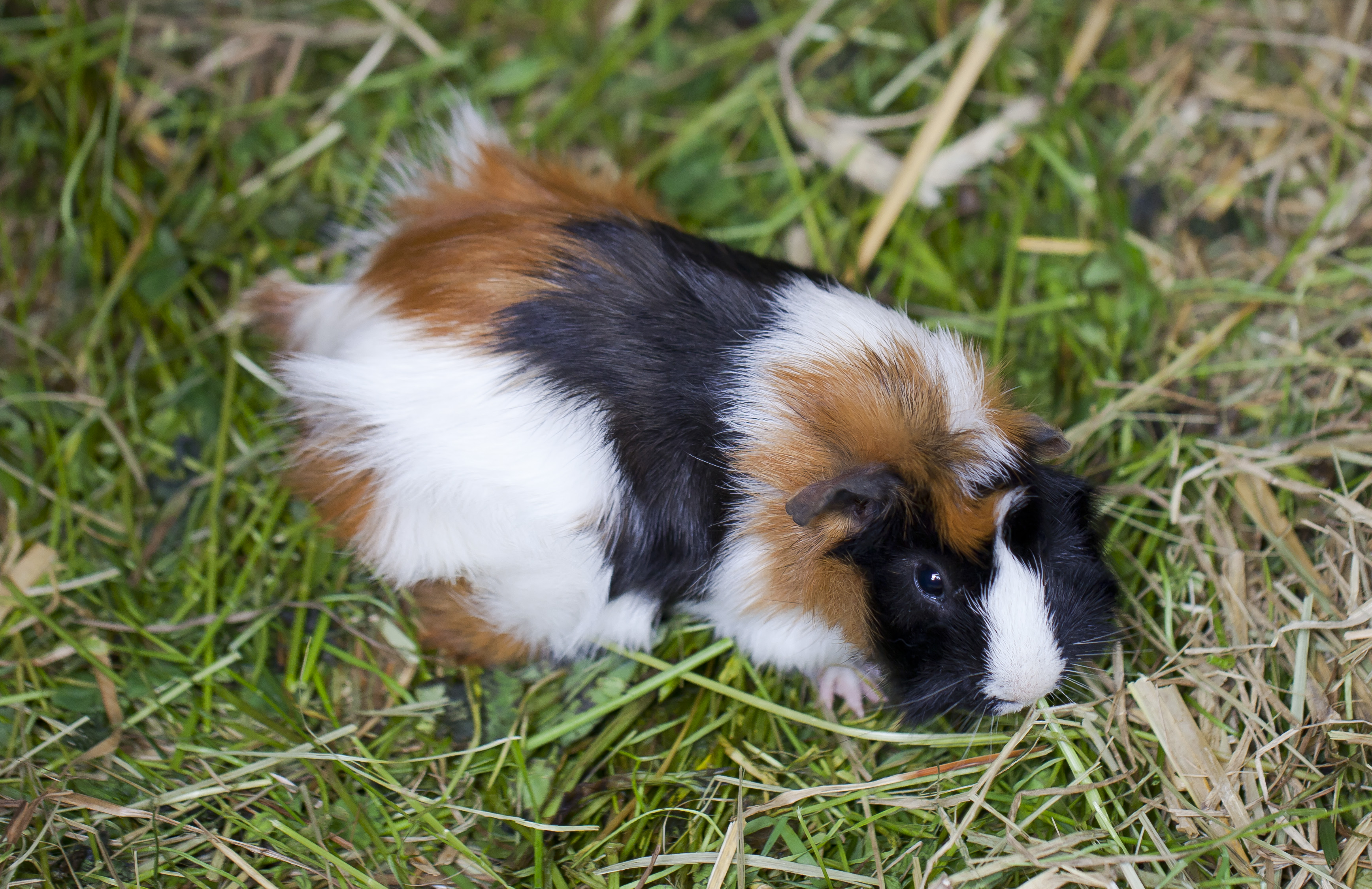
Ejemplar en cautiverio en el pasto.

Cavia porcellus, conocido como cuy, cuyi, cuye, cuyo, cuis, cobaya, curiel, acure, o conejillo de Indias, es una especie de roedor perteneciente a la familia Caviidae y al género Cavia. Se originaron en los Andes de América del Sur, y los estudios basados en la bioquímica y la hibridación sugieren que son descendientes domesticados de la especie Cavia tschudii, estrechamente relacionada al cuy doméstico, y, por lo tanto, no existen naturalmente en la naturaleza. Fueron domesticados originalmente como ganado para fuente de alimento, y todavía se consume en los países andinos.
En la sociedad occidental, el cuy ha disfrutado de una gran popularidad como mascota desde que los comerciantes europeos lo introdujeron en Europa y América del Norte en el siglo XVI. Su naturaleza dócil, su capacidad de respuesta amistosa al manejo y la alimentación, y la relativa facilidad para cuidarlo han hecho del cuy una opción popular como mascota. Se han formado en todo el mundo organizaciones dedicadas a la cría competitiva de cuyes, una gran variedad de razas especializadas, con diferentes colores y texturas de pelajes son seleccionadas para la cría competitiva.
El cuy doméstico desempeña un papel importante en la cultura popular de los estados andinos, especialmente como fuente de alimento, pero también como parte de la medicina popular y las ceremonias religiosas comunitarias. Los cuyes son criados por su carne y son un alimento básico culinario en la cordillera de los Andes. En la década de 1960, se inició un programa moderno de cría de cuyes en el Perú que dio como resultado grandes razas conocidas como cuyes mejorados y que impulsaron los esfuerzos para aumentar el consumo del animal fuera de América del Sur.
La experimentación biológica en cuyes se lleva a cabo desde el siglo XVII. Los animales fueron utilizados con tanta frecuencia como organismos modelo en los siglos XIX y XX que el cuy también fue usado para representar a un sujeto de prueba humano. Desde entonces, han sido reemplazados en gran medida por otros roedores como ratones y ratas. Sin embargo, todavía se usan en la investigación, principalmente como modelos para afecciones médicas humanas como diabetes juvenil, tuberculosis, escorbuto (al igual que los humanos, requieren ingesta dietética de vitamina C) y complicaciones del embarazo.

## Historia

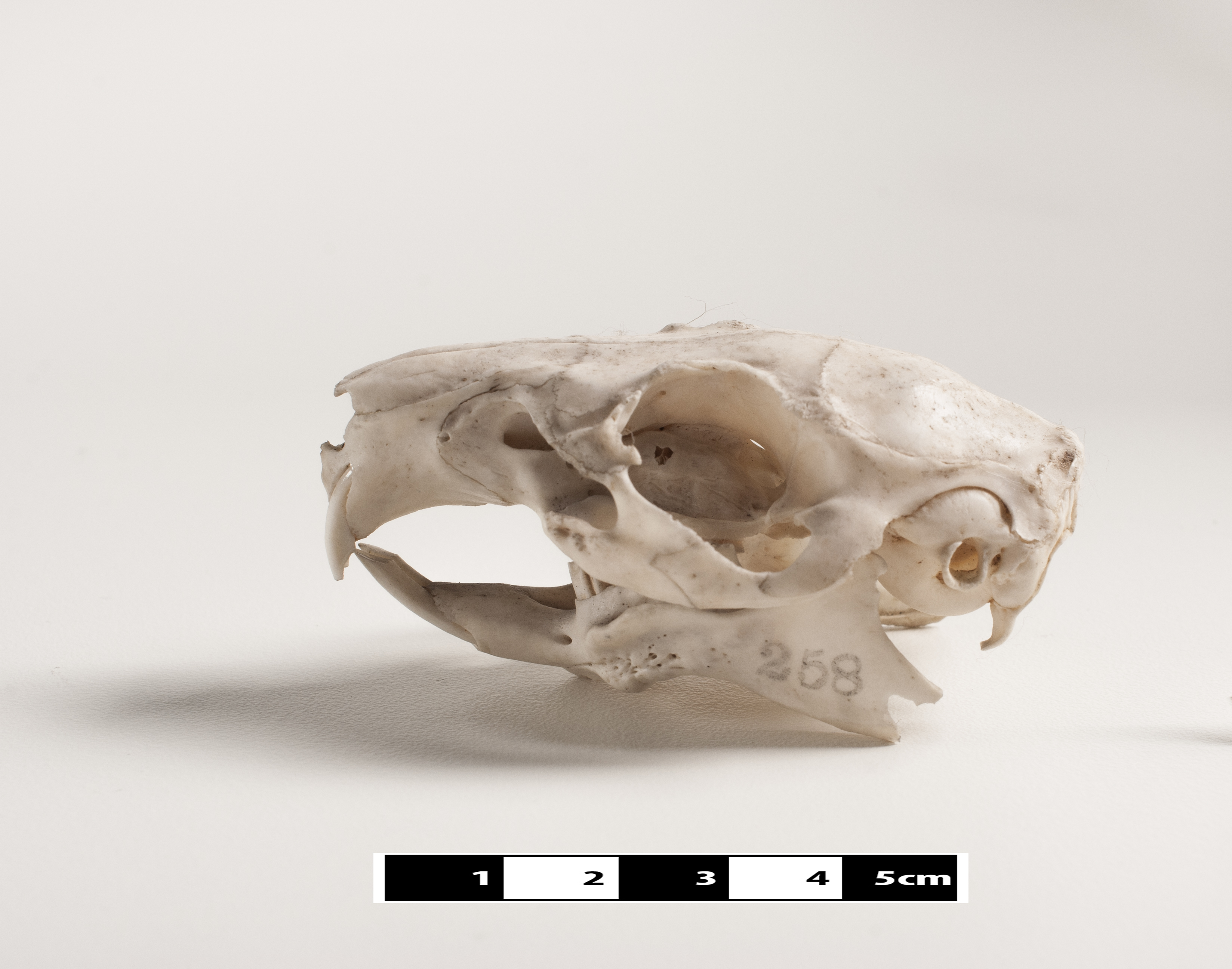
Cráneo de cuy

Cavia porcellus no se encuentra en la naturaleza; es probable que descienda de especies de cobayas estrechamente relacionadas, como Cavia aperea, Cavia fulgida y Cavia tschudii, que todavía se encuentran comúnmente en varias regiones de América del Sur. Algunas especies de cuyes identificadas en el siglo XX, como Cavia anolaimae y Cavia guianae, son probablemente cuyes domésticos que se han vuelto salvajes al reintroducirse en la naturaleza.
Los cuyes salvajes se encuentran en llanuras cubiertas de hierba y ocupan un nicho ecológico similar al del ganado. Son animales sociales que viven en la naturaleza en pequeños grupos ("manadas") que constan de varias hembras, un macho y sus crías. Las manadas de animales se mueven juntas, comen pasto u otra vegetación, pero no almacenan alimentos. Si bien no escarban ni construyen nidos, con frecuencia buscan refugio en las madrigueras de otros animales, así como en grietas y túneles formados por la vegetación. Son crepusculares y tienden a ser más activos durante el amanecer y el anochecer, cuando es más difícil para los depredadores detectarlos.
El cuy fue domesticado por primera vez en el año 5000 a. C. para ser usado como alimento por poblaciones de la región andina (Ecuador, Perú, Bolivia y, Pasto en Colombia), unos miles de años después de la domesticación de los camélidos sudamericanos. Restos de representaciones de cuyes que datan de alrededor de los años 500 a. C. al 500 d. C. han sido desenterradas en excavaciones arqueológicas en Perú y Ecuador. Los moches adoraban a los animales y a menudo representaban al cuy en su arte. Desde aproximadamente el año 1200 hasta la conquista española en 1532, la cría selectiva dio como resultado muchas variedades de cuyes domésticos, que fueron la base de algunas de las razas domésticas modernas. Los cuyes siguen siendo una fuente importante de alimentos en la región, muchos hogares en las zonas altoandinas crían al animal, que subsiste con los restos vegetales de la familia.
Las tradiciones que involucran cuyes son numerosas; se intercambian como regalos, se usan en ceremonias sociales y religiosas, y se mencionan con frecuencia en los relatos orales. Son sacrificados en los rituales por parte de curanderos, que usan a los cuyes para, supuestamente, diagnosticar enfermedades . Los cuyes son frotados contra los cuerpos de los enfermos y son considerados un medio sobrenatural. Los cuyes negros se consideran especialmente útiles para el diagnóstico. El animal es sacrificado para examinar sus entrañas y determinar si la cura fue efectiva.
Los comerciantes españoles, holandeses e ingleses llevaron cuyes a Europa, donde rápidamente se hicieron populares como mascotas exóticas entre la clase alta y la realeza, incluida la reina Isabel I. El primer relato escrito conocido sobre el cuy data de 1547, en una descripción del animal en Santo Domingo; debido a que los cuyes no son nativos de La Española, se creía que el animal había sido introducido allí por viajeros españoles. Sin embargo, según las excavaciones más recientes en las islas del Caribe, el animal debe haber sido introducido por horticultores de América del Sur alrededor del año 500 a.c y estuvo presente en el período ortoiroide, por ejemplo, en Puerto Rico, mucho antes del advenimiento de los españoles. El cuy fue descrito por primera vez en Occidente en 1554 por el naturalista suizo Conrad von Gessner. Su nombre científico binomial fue utilizado por primera vez por Johann Christian Erxleben en 1777; es una amalgama de la designación genérica de Pallas (1766) y la designación específica de Linneo (1758).
La primera ilustración europea conocida de un cuy es una pintura (artista desconocido) en la colección de la Galería Nacional de Retratos de Londres, que data de 1580, muestra a una niña con un vestido típico isabelino que sostiene en sus manos un conejillo de Indias con caparazón de tortuga, ella está flanqueada por sus dos hermanos, uno de los cuales tiene una pájaro mascota. La imagen data del mismo período que los restos de cuyes más antiguos registrados en Inglaterra, que son un esqueleto parcial de cuy encontrado en Hill Hall, una casa señorial isabelina en Essex, y datan de alrededor de 1575.

## Características

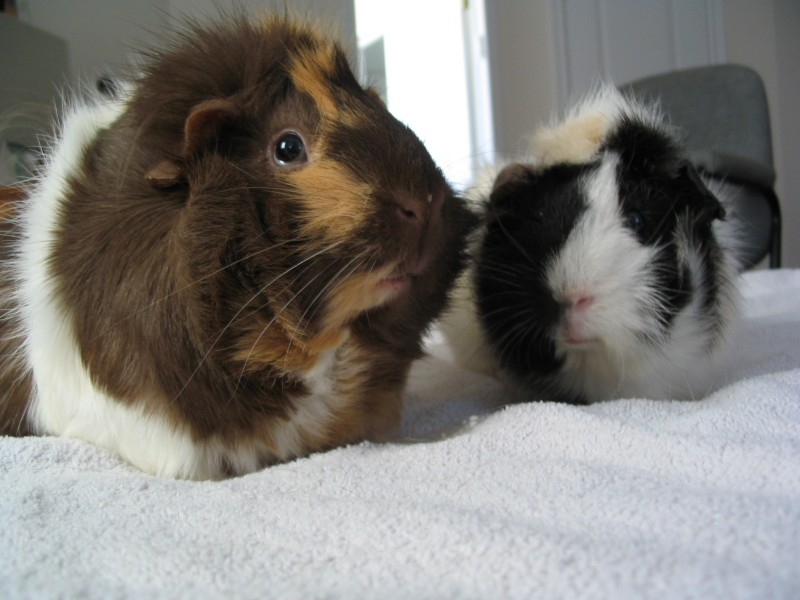
Dos cuyes abisinios de color parcial

Los cuyes son grandes comparados con otros roedores; las razas comunes pesan entre 700 y 1200 gr. cuando están completamente desarrolladas y miden entre 20 y 25 cm de longitud. Algunas razas pesan 3 kilogramos cuando están completamente desarrolladas. Los cuyes viven un promedio de cuatro a cinco años, pero pueden llegar a vivir hasta ocho. Según el libro Guinness de los récords de 2006, el cuy más longevo sobrevivió 14 años y 10,5 meses. La mayoría de los cuyes tienen pelaje, sin embargo, existe una raza de laboratorio sin pelo, el skinny pig. Algunas razas como la peruana, la silkie y la texel son de pelo largo.
En la década de 1990, surgió una opinión científica minoritaria que proponía que los caviomorfos, como los cuyes, las chinchillas y los degúes, no son roedores y deberían reclasificarse como un orden separado de mamíferos (similar a los lagomorfos). Investigaciones posteriores utilizando muestras más amplias restablecieron el consenso entre los biólogos con respecto a la clasificación actual de los roedores como monofiléticos.
Los cuyes machos y hembras no difieren en apariencia además de su tamaño general. La posición del ano está muy cerca de los genitales en ambos sexos. El sexado de animales a una edad temprana debe ser realizado por alguien que haya sido entrenado en las diferencias. Los genitales femeninos se distinguen por una configuración en forma de "Y" formada por un colgajo vulvar. Si bien los genitales masculinos pueden tener un aspecto similar, con el pene y el ano formando una forma similar, el pene sobresaldrá si se aplica presión sobre el vello circundante anterior a la región genital.Los testículos masculinos también pueden ser visibles externamente debido a la inflamación del escroto.

### Comportamiento
Los cuyes pueden aprender caminos complejos hacia la comida y pueden recordar con precisión un camino aprendido durante meses. Su estrategia más sólida para resolver problemas es el movimiento. Si bien los cuyes pueden saltar pequeños obstáculos, la mayoría de ellos son escaladores pobres y no son particularmente ágiles. Se sobresaltan con extrema facilidad y se paralizan en su lugar durante largos períodos o corren para cubrirse con movimientos rápidos cuando perciben el peligro. Grupos más grandes de cuyes asustados usan la estampida, corriendo en direcciones al azar, como forma de confundir a los depredadores. Ellos también son buenos nadadores.

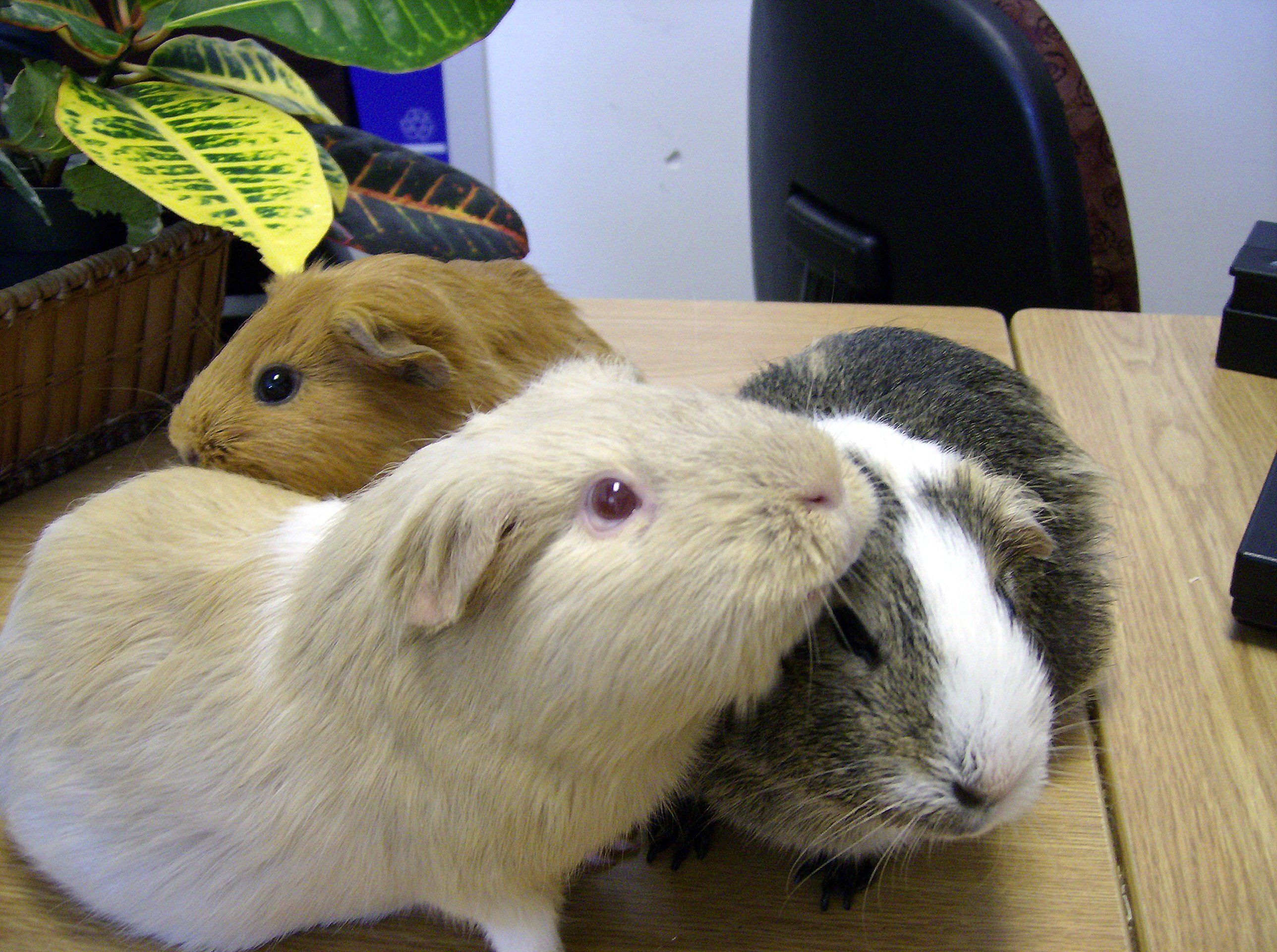
cuyes acicalándose entre sí

Al igual que muchos roedores, los cuyes a veces participan en el aseo social, y se autoarreglan regularmente. Una sustancia de color blanco lechoso es secretada por sus ojos y se frota en el cabello durante el proceso de aseo. Los grupos de cuyes a menudo se mastican el pelo, pero este es un método para establecer la jerarquía dentro de un grupo, en lugar de un gesto social. La dominación también se establece a través de mordeduras (especialmente de las orejas), piloerección, ruidos agresivos, golpes de cabeza y ataques de salto. El montaje simulado no sexual para el dominio también es común entre los grupos del mismo sexo.
La vista del cuy no es tan buena como la de un humano en términos de distancia y color, pero tienen un ángulo de visión más amplio (alrededor de 340 °) y ven en color parcial (discromasia). Tienen sentidos del oído, olfato y tacto bien desarrollados.

### Vocalización
La vocalización es el principal medio de comunicación entre los miembros de la especie. Estos son los sonidos más comunes hechos por el cuy:
- Un "cuic" es un ruido fuerte, cuyo nombre es onomatopéyico, también conocido como silbido. Una expresión de entusiasmo general, puede ocurrir en respuesta a la presencia de su dueño o a la alimentación. A veces se usa para encontrar otros cuyes si están corriendo. Si se pierde un cuy, puede pedir ayuda. listenⓘ
- Se hace un sonido de burbujeo o ronroneo cuando el conejillo de indias se divierte, como cuando lo acarician o lo sostienen. También puede emitir este sonido cuando se arregla, gatea para investigar un nuevo lugar o cuando se le da comida. listenⓘ
- Un sonido retumbante normalmente está relacionado con el dominio dentro de un grupo, aunque también puede ser una respuesta a estar asustado o enojado. En el caso de tener miedo, el ruido a menudo suena más alto y el cuerpo vibra en breve. Mientras corteja, un macho generalmente ronronea profundamente, balanceándose y rodeando a la hembra.[43] Un retumbar bajo mientras se aleja a regañadientes muestra resistencia pasiva. listenⓘ
- rechinar y gemir son sonidos hechos en situaciones de persecución, por el perseguidor y perseguido, respectivamente. listenⓘ
- Se produce un sonido de chasquido al rechinar los dientes rápidamente, y generalmente es un signo de advertencia. Los cuyes tienden a levantar la cabeza al hacer este sonido.
- Chillar es un sonido agudo de descontento, en respuesta al dolor o al peligro. listenⓘ
- El chirrido, un sonido menos común, comparado con el canto de los pájaros, parece estar relacionado con el estrés o la incomodidad, o cuando un conejillo de indias quiere alimentarse. Muy raramente, el canto durará varios minutos. listenⓘ

## Ambiente

### Hábitat natural
Cavia porcellus no se encuentra de manera natural en la naturaleza; es probable que descienda de especies de cavias estrechamente relacionadas, como Cavia aperea, Cavia fulgida y Cavia tschudii, que todavía se encuentran comúnmente en varias regiones de América del Sur. Estudios de 2007–2010 aplicaron marcadores moleculares y estudiaron el cráneo y la morfología esquelética de los animales actuales y momificados, revelando así que el antepasado probablemente sea Cavia tschudii. Algunas especies de Cavia identificadas en el siglo XX, como Cavia anolaimae y Cavia guianae, pueden ser cuyes domésticos que se han vuelto salvajes por reintroducción en la naturaleza. Los cavas silvestres se encuentran en llanuras cubiertas de hierba y ocupan un nicho ecológico similar al del ganado. Son sociales, viven en la naturaleza en pequeños grupos que consisten en varias hembras, un macho y las crías. Se mueven juntos en grupos (rebaños) comiendo hierba u otra vegetación, y no almacenan alimentos. Si bien no se entierran ni construyen nidos, con frecuencia buscan refugio en las madrigueras de otros animales, así como en grietas y túneles formados por la vegetación. Tienden a ser más activos durante el amanecer y el anochecer (crepusculares), cuando es más difícil para los depredadores detectarlos.

### Hábitat doméstico
Las cobayas domesticadas prosperan en grupos de dos o más hembras y un macho castrado, son combinaciones comunes, pero los machos a veces pueden vivir juntos. Los cuyes aprenden a reconocer y vincularse con otros cuyes individuales, y las pruebas con cuyes muestran que su respuesta al estrés neuroendocrino se reduce significativamente en presencia de una hembra familiar en comparación con la presencia de hembras desconocidas. Los grupos de cuyes también pueden llevarse bien, siempre que su jaula tenga suficiente espacio, se introduzcan a una edad temprana y no haya hembras presentes. Los conejillos de indias domésticos han desarrollado un ritmo biológico diferente al de sus contrapartes salvajes, y tienen períodos más largos de actividad seguidos de cortos períodos de sueño. La actividad se dispersa al azar a lo largo del día; aparte de evitar la luz intensa, no se observan patrones circadianos regulares.

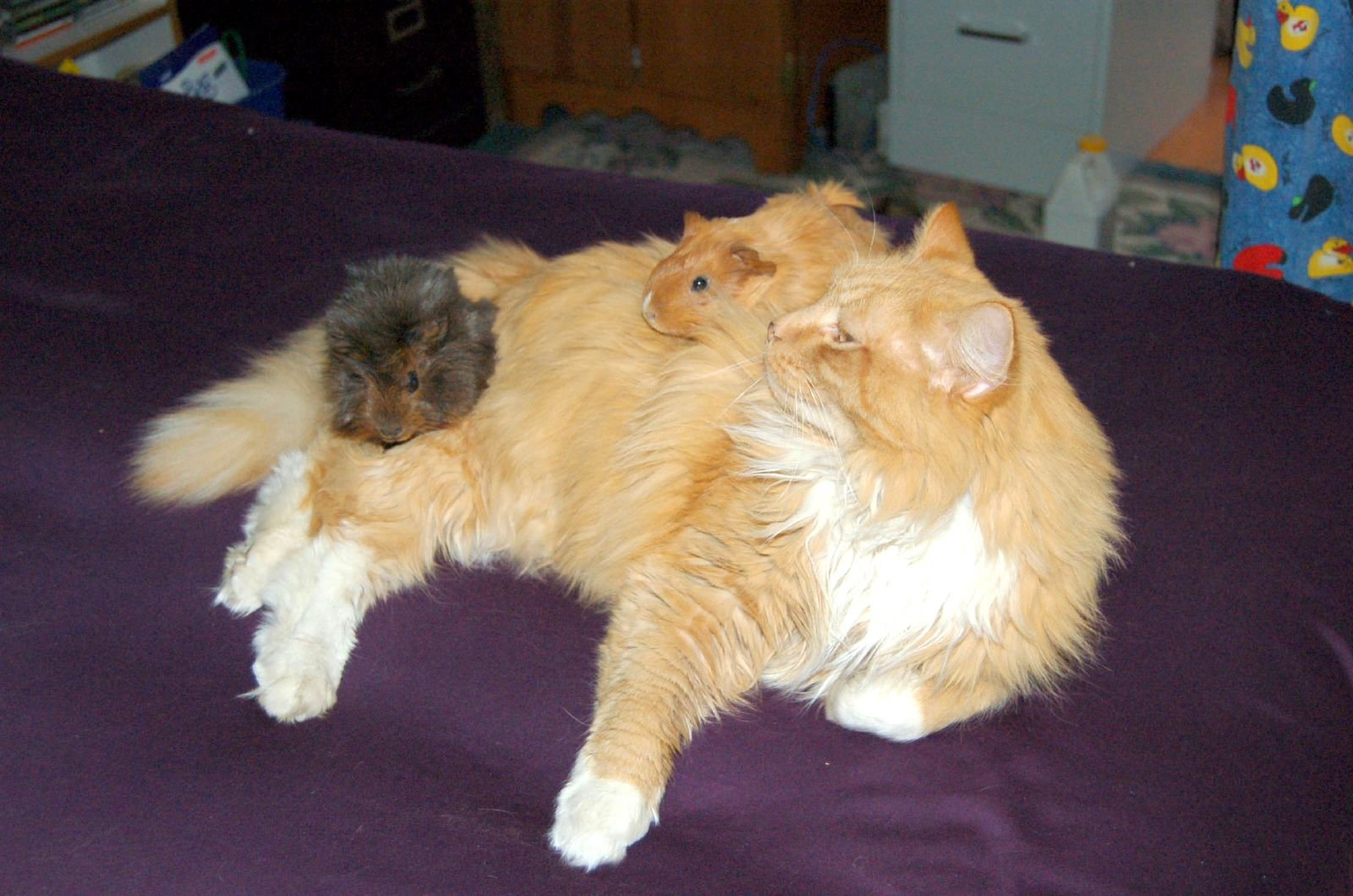
Este gato ha aceptado un par de conejillos de indias. Sin embargo, el éxito de la interacción entre especies depende de los animales individuales.

Los conejillos de Indias domésticos generalmente viven en jaulas, aunque algunos propietarios de grandes cantidades de conejillos de Indias dedican habitaciones enteras a sus mascotas. Se utilizan jaulas con pisos sólidos o de malla de alambre, aunque los pisos de malla de alambre pueden causar lesiones y pueden estar asociados con una infección comúnmente conocida como pododermatitis ulcerosa. Las jaulas de estilo "Cubos y Coroplast" (C&C) ahora son una opción común. Las jaulas a menudo están forradas con virutas de madera o un material similar.
Las camas hechas de cedro rojo (oriental u occidental) y pino, ambas maderas blandas, se usaban comúnmente en el pasado, pero ahora se cree que estos materiales contienen fenoles nocivos (hidrocarburos aromáticos) y aceites. Materiales de cama más seguros hechos de maderas duras (como el álamo temblón), productos de papel y materiales de mazorca de maíz son otras alternativas. Los conejillos de Indias tienden a ser desordenados dentro de sus jaulas; a menudo saltan a sus tazones de comida o patean la ropa de cama y las heces, y su orina a veces se cristaliza en las superficies de la jaula, lo que dificulta su eliminación. Después de que se ha limpiado su jaula, un cuy generalmente orina y arrastra su parte inferior del cuerpo a través del piso de la jaula para marcar su territorio. Los conejillos de indias machos también pueden marcar su territorio de esta manera cuando son sacados de sus jaulas.
Los conejillos de Indias generalmente no prosperan cuando se alojan con otras especies. El alojamiento de conejillos de indias con otros roedores como los jerbos y los hámsteres puede aumentar los casos de infecciones respiratorias y de otro tipo, y tales roedores pueden actuar agresivamente hacia el conejillo de indias. Los animales más grandes pueden considerar a los conejillos de Indias como presas, aunque algunos (como perros o gatos) pueden ser entrenados para aceptarlos. La opinión se divide sobre la cohabitación de cuyes y conejos domésticos. Algunas fuentes publicadas dicen que los conejillos de indias y los conejos se complementan bien cuando comparten una jaula. Sin embargo, los conejos tienen diferentes requerimientos nutricionales; como lagomorfos, sintetizan su propia vitamina C, por lo que las dos especies no prosperarán si se alimentan de la misma comida cuando se alojan juntas. Los conejos también pueden albergar enfermedades (como infecciones respiratorias de Bordetella y Pasteurella), a las cuales los conejillos de indias son susceptibles. Incluso un conejo enano es generalmente más fuerte que un conejillo de indias y puede causar lesiones intencionales o inadvertidas.

## Dieta

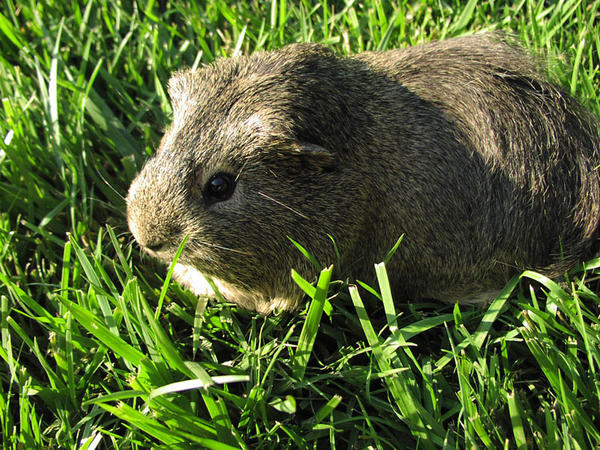
Un cuy plateado agouti comiendo hierba

La dieta natural del conejillo de indias es la hierba; sus molares son particularmente adecuados para moler materia vegetal y crecer continuamente durante toda su vida. La mayoría de los mamíferos que pastan son grandes y tienen un tracto digestivo largo; los conejillos de indias tienen un colon mucho más largos que la mayoría de los roedores, pero también deben complementar su dieta al comer sus heces (coprofagia). Sin embargo, no consumen todas sus heces indiscriminadamente, sino que producen gránulos blandos especiales, llamados cecotrofos (o gránulos cecales), que reciclan las vitaminas B, la fibra y las bacterias necesarias para una digestión adecuada. Los cecotrofos se comen directamente del ano, a menos que el conejillo de indias esté preñado u obeso. Comparten este comportamiento con los conejos. 
Los conejillos de Indias se benefician de una dieta de heno fresco, además de los gránulos de alimentos que a menudo se basan en heno. El heno de alfalfa también es una opción de comida popular y la mayoría de los conejillos de Indias comen grandes cantidades de alfalfa cuando se les ofrece, aunque existe cierta controversia sobre la oferta de alfalfa a conejillos de indias adultos. Algunos dueños de mascotas y organizaciones veterinarias han aconsejado que, como leguminosa en lugar de heno de hierba, la alfalfa consumida en grandes cantidades puede provocar obesidad, así como cálculos en la vejiga por el exceso de calcio en todos los animales, excepto en conejillos de indias preñadas y muy jóvenes. Sin embargo, fuentes científicas publicadas mencionan la alfalfa como fuente de alimento que puede reponer proteínas, aminoácidos y fibra.
Al igual que los humanos, pero a diferencia de la mayoría de los otros mamíferos, los conejillos de indias no pueden sintetizar su propia vitamina C y deben obtener este nutriente vital de los alimentos. Si los conejillos de indias no ingieren suficiente vitamina C, pueden sufrir escorbuto potencialmente mortal. Los conejillos de Indias requieren aproximadamente 10 mg de vitamina C al día (20 mg si están embarazadas), que se pueden obtener a través de frutas y verduras frescas y crudas (como brócoli, manzana, repollo, zanahoria, apio y espinacas) o mediante suplementos dietéticos o comer comida fresca diseñada para conejillos de indias, si se han manipulado adecuadamente. Las dietas saludables para cobayas requieren un equilibrio complejo de iones de calcio, magnesio, fósforo, potasio e hidrógeno; pero también son necesarias cantidades adecuadas de vitaminas A, D y E.

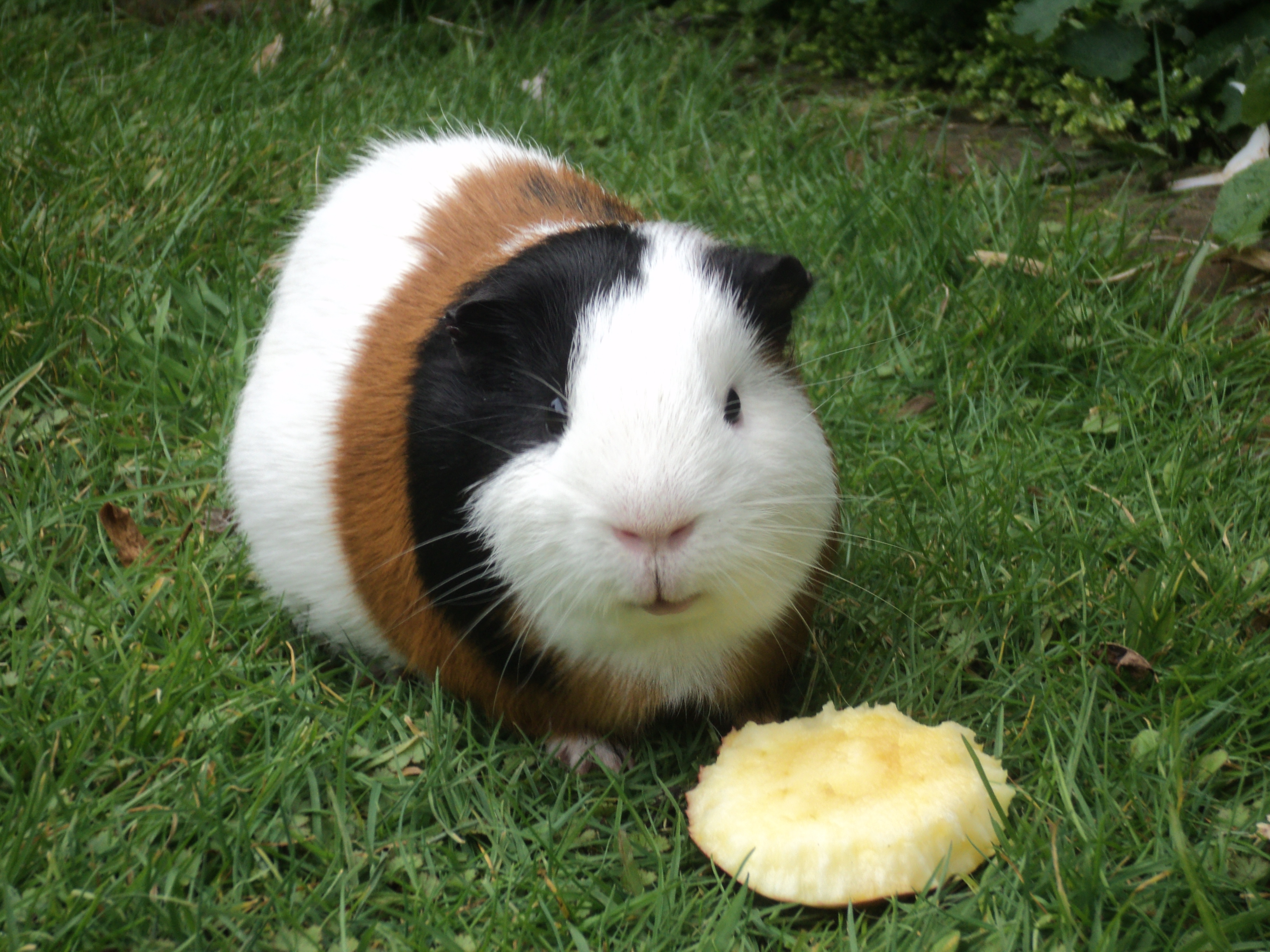
Un conejillo de Indias de pelo corto comiendo un trozo de manzana

Las dietas pobres para los conejillos de indias se han asociado con distrofia muscular, calcificación metastásica, dificultades con el embarazo, deficiencias de vitaminas y problemas dentales. Los conejillos de Indias tienden a ser volubles cuando se trata de frutas y verduras frescas después de haber aprendido temprano en la vida qué es y no es apropiado consumir, y sus hábitos alimenticios pueden ser difíciles de cambiar después de la madurez. No responden bien a los cambios repentinos en su dieta y pueden dejar de comer y morirse de hambre en lugar de aceptar nuevos tipos de alimentos. En general, se recomienda un suministro constante de heno, ya que los conejillos de Indias se alimentan continuamente y pueden desarrollar malos hábitos si no hay alimentos, como masticar el cabello. Debido a que sus dientes crecen constantemente (al igual que sus uñas, como los humanos), rutinariamente roen cosas, para que sus dientes no sean demasiado grandes para su mandíbula (un problema común en los roedores). Los conejillos de Indias mastican tela, papel, plástico y caucho, si están disponibles. Varias plantas son venenosas para los conejillos de Indias

## Reproducción

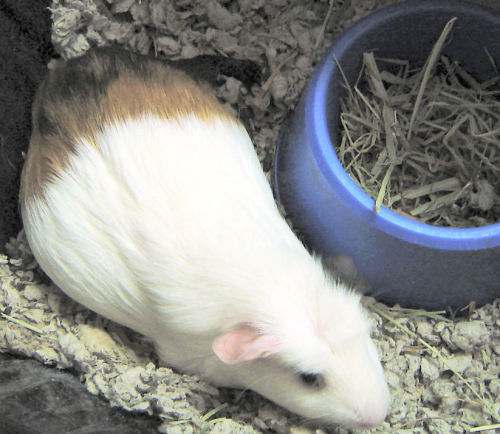
Cuy preñada

Los machos alcanzan la madurez sexual en 3 a 5 semanas, mientras que las hembras pueden ser fértiles a las 4 semanas de edad y pueden llevar camadas antes de ser adultas. La hembra de cuy es capaz de reproducirse durante todo el año, siendo la primavera el pico. Una hembra puede tener hasta cinco camadas en un año, pero seis es teóricamente posible. A diferencia de la descendencia de la mayoría de los roedores, que son altriciales al nacer, las crías recién nacidas son precociales y están bien desarrolladas con pelo, dientes, garras y vista parcial. Las crías son inmediatamente móviles y comienzan a comer alimentos sólidos de inmediato, aunque continúan amamantando. Una vez más, las hembras pueden quedar embarazadas entre 6 y 48 horas después del parto, pero no es saludable que una hembra esté constantemente embarazada.
El período de gestación dura de 59 días (1.9 meses) a 72 días (2.4 meses), con un promedio de 63 a 68 días. Debido al largo período de gestación y al gran tamaño de las crías, las hembras embarazadas pueden volverse grandes y tener forma de berenjena, aunque el cambio de tamaño y forma varía según el tamaño de la camada. El tamaño de la camada varía de uno a seis, siendo tres el promedio; el tamaño de camada más grande registrado es 17. La madre del conejillo de indias solo tiene dos pezones, pero puede criar fácilmente las camadas de tamaño medio de 2 a 4 cachorros. En camadas más pequeñas, pueden ocurrir dificultades durante el parto debido a los cachorros de gran tamaño. Las camadas grandes producen una mayor incidencia de muertes fetales, pero debido a que los cachorros son entregados en una etapa avanzada de desarrollo, la falta de acceso a la leche materna tiene poco efecto sobre la tasa de mortalidad de los recién nacidos.
Las hembras que conviven ayudan en las tareas de maternidad durante la lactancia; los conejillos de indias practican el cuidado aloparental, en el cual una hembra puede adoptar los cachorros de otra. Esto podría ocurrir si los padres originales mueren o si por alguna razón están separados de ellos. Este comportamiento es común y se ve en muchas otras especies animales, como el elefante.

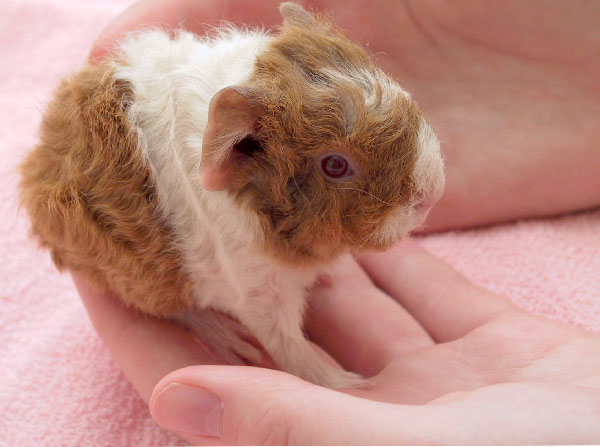
Cachorro de cuy a las ocho horas

La preeclampsia es un problema común y mata a muchos cuyes embarazadas. Los signos de toxemia incluyen: anorexia, falta de energía, salivación excesiva, olor a aliento dulce o afrutado debido a cetonas y convulsiones en casos avanzados. La preeclampsia parece ser más común en climas cálidos. Otras complicaciones graves durante el embarazo pueden incluir un útero prolapso, hipocalcemia y mastitis.
Las hembras que no dan a luz pueden desarrollar una fusión irreversible de la sínfisis púbica, una articulación en la pelvis, debido a la calcificación que puede ocurrir entre los 6 y 10 meses de edad.: 73  Si quedan embarazadas después de que esto haya sucedido, el canal de parto probablemente no se ensanche lo suficiente y esto puede conducir a distocia y muerte a medida que intentan dar a luz. La calcificación de la sínfisis púbica de la hembra si no se cría se exagera mucho. La razón de la posible calcificación es una enfermedad metabólica, como la ocronosis. La sínfisis púbica de una hembra de cobaya sana y normal no se calcifica. Los conejillos de indias machos y hembras no difieren en apariencia aparte del tamaño general, siendo el macho aproximadamente un 30% más grande.

## Problemas de salud
Las dolencias comunes en los cuyes domésticos incluyen infecciones del tracto respiratorio, diarrea, escorbuto (deficiencia de vitamina C, típicamente caracterizada por lentitud), abscesos debido a infecciones (a menudo en el cuello, debido al heno incrustado en la garganta o por rasguños externos) e infecciones por piojos, ácaros u hongos.
La sarna (Trixacarus caviae) es una causa común de pérdida de cabello y otros síntomas también pueden incluir rascado excesivo, comportamiento inusualmente agresivo al ser tocados (debido al dolor) y, en algunos casos, convulsiones. Los cuyes también pueden sufrir de piojos (Gliricola porcelli), un pequeño insecto blanco que se puede ver moviéndose por el pelo. Otras causas de pérdida de cabello pueden deberse a trastornos hormonales causados por condiciones médicas subyacentes, como quistes ováricos.

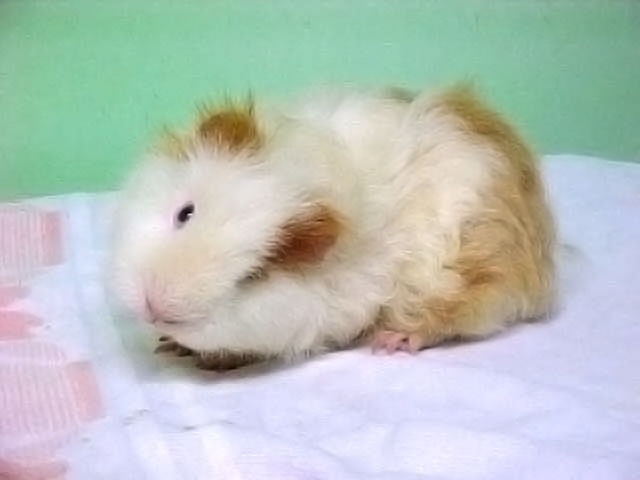
Un conejillo de Indias multicolor que sufre de tortícolis o cuello torcido

Los cuerpos extraños, especialmente pequeños trozos de heno o paja, pueden alojarse en los ojos de los conejillos de indias, lo que provoca un parpadeo excesivo, lagrimeo y, en algunos casos, una película opaca sobre el ojo debido a una úlcera corneal. El heno o el polvo de paja también pueden causar estornudos. Si bien es normal que los conejillos de indias estornuden periódicamente, los estornudos frecuentes pueden ser un síntoma de neumonía, especialmente en respuesta a los cambios atmosféricos. La neumonía también puede ir acompañada de tortícolis y puede ser fatal.
Debido a que el conejillo de indias tiene un cuerpo robusto y compacto, tolera más fácilmente el frío excesivo que el calor excesivo. Su temperatura corporal normal es de 38 a 40 °C,por lo que su rango ideal de temperatura del aire ambiente es similar al de un ser humano, alrededor de 18 a 24 °C. Las temperaturas ambientales constantes superiores a 32 °C se han relacionado con la hipertermia y la muerte, especialmente entre las cuyes gestantes. Los cuyes no se adaptan bien a los ambientes que cuentan con viento o corrientes de aire frecuentes, y responden mal a los extremos de humedad fuera del rango de 30 a 70%.
A veces los problemas de salud pueden no ser evidentes hasta que  son graves o están en etapas avanzadas. El tratamiento de la enfermedad se hace más difícil debido a la extrema sensibilidad que tienen los cuyes a la mayoría de los antibióticos, incluida la penicilina, que matan la flora intestinal y provocan rápidamente episodios de diarrea y, en algunos casos, la muerte.
De manera similar a las enfermedades genéticas heredadas de otras razas de animales (como la displasia de cadera en los caninos), se han informado varias anomalías genéticas de los conejillos de indias. Más comúnmente, la coloración ruana de los conejillos de indias abisinios se asocia con trastornos oculares congénitos y problemas con el sistema digestivo. Otros trastornos genéticos incluyen la "enfermedad del vals" (sordera junto con una tendencia a correr en círculos), parálisis y temblores.

## Importancia económica y cultural

### Domesticación
Los cuyes aparecen en los depósitos arqueológicos tan antiguos como de hace 9000 años; es posible que hayan sido domesticados ya en el 5000 a. C., pero definitivamente lo fueron en el 2500 a. C. Existen registros bioarqueológicos de uso ritual como ofrenda a partir de los 2500 a. C. en el Templo de las Manos Cruzadas de Kotosh, en la región peruana de Huánuco. Se estima que Cavia porcellus es el resultado de la domesticación de especies silvestres como Cavia tschudii y/o Cavia aperea. A lo largo del tiempo, el hombre andino ha criado cuyes para consumir su carne e incluso en algunas zonas para hacer ropa con su piel; un claro ejemplo se da en la sierra peruana

### Gastronomía
La carne de cuy es un alimento de excelente sabor y calidad. Se caracteriza por contener alto nivel proteico y bajo en grasa; además, colesterol de buena calidad, minerales y vitaminas. 
 En los países andinos, existe una población estable de más o menos 35 000 000 (treinta y cinco millones) de cuyes, siendo el Perú el de mayor consumo y población de ellos, con un consumo anual de más de 65 000 000 (sesenta y cinco millones) de cuyes, producidos por una población más o menos estable de 22 000 000 (veintidós millones) de animales criados básicamente con sistemas de producción familiar. Dentro de la gastronomía peruana se encuentra al cuy de muchas formas ya sea cuy al horno, cuy chactado (frito en abundante aceite) acompañado de papas fritas o asadas y alguna salsa picante, pepián de cuy (guiso del propio cuy) acompañado con papas y arroz, chiri uchu (como parte del plato en sí), sopa de cuy, chicharrón de cuy, picante de cuy (en salsa de rocoto y culantro), entre muchos otros platos.
La población estimada de autoconsumo en Ecuador es de 15 000 000 (quince millones) de cabezas de cuy, algo muy inferior a la producción comercial, que se estima en 50 millones. En este país también se le puede consumir en forma de helado.
En Bolivia, en la zona andina del departamento de Nariño en Colombia, Ecuador y el Perú se crían razas de carne de este roedor para el consumo popular, utilizadas en diversas preparaciones culinarias en estos países. Gastrónomos famosos lo consideran un manjar.
La carne de cuy tiene un alto valor biológico, debido a que contiene los aminoácidos esenciales y ácidos grasos esenciales requeridos en la nutrición humana. Según las tablas peruanas de composición de alimentos 2017, elaborado por el Centro Nacional de Alimentación y Nutrición del Instituto Nacional de Salud (INS) del Ministerio de Salud (Minsa), la carne de cuy contiene 78.1% de agua; 19% de proteína; 1.6% de grasa; 1.2% de minerales y 0.1% de carbohidratos totales y disponibles. Entre los minerales más importantes están el Calcio (29 miligramos), Fósforo (29 mg), Zinc (1.57 mg) y Hierro (1.9 mg).  Asimismo, muestra el contenido de las principales vitaminas como la Tiamina (0.06 mg), Riboflavina (0.14 mg) y la Niacina (6.50 mg); así como el contenido de energía que alcanza las 96 kilocalorías (Kcal).
Hay dos razas principales de cuy para alimentación, además de varias líneas:
Raza Perú
Se caracteriza por tener buena conformación cárnica, ser precoz (es decir, tiene un rápido crecimiento o engorde) y ser poco prolífica. A los ocho meses, llega a los 2.6 kg (kilogramos) de peso. Se formó esta raza a partir de un programa de selección de 34 generaciones.
Raza Andina
Se caracteriza por tener buena conformación y ser prolífica, pero menos precoz que la raza Perú. Se formó a partir de un programa de selección de 35 generaciones. Son de color blanco puro y de ojos negros.
Línea Inti
Se caracteriza por ser un promedio de las dos razas anteriores. Se formó a partir de un programa de selección de 43 generaciones. Es un animal más forrajero y sus colores son amarillo o bayo con blanco.

### Uso en investigación

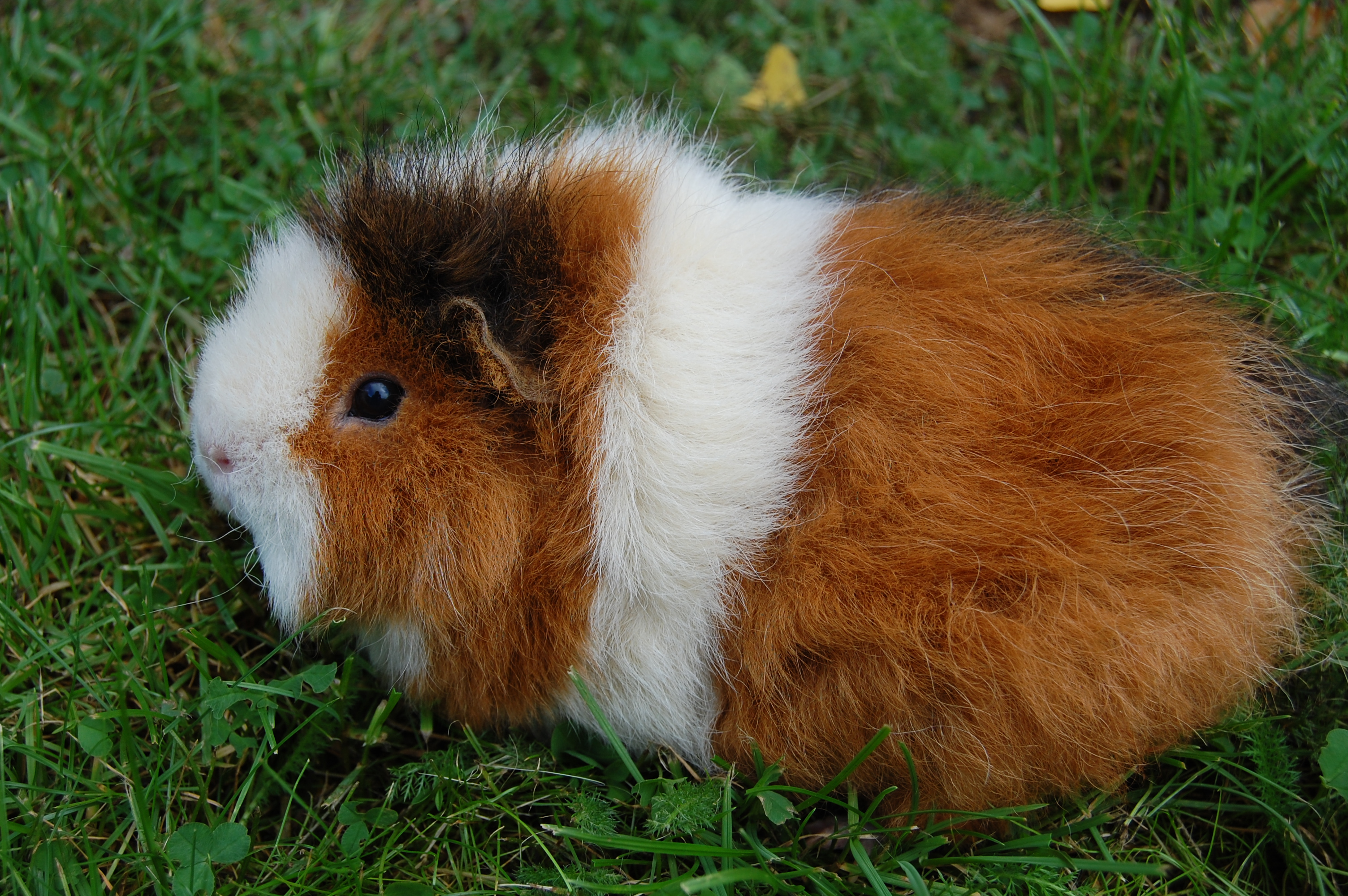
Cobaya.

Cavia porcellus es un animal muy común para la experimentación en investigación biomédica, de ahí que la expresión cobaya o conejillo de Indias se utilice popularmente como sinónimo de objeto de experimentación.
Cavia porcellus ha demostrado ser un buen modelo de investigación en cirugía, similar a las ratas de laboratorio (Rattus norvegicus domestica), por lo que puede remplazar a esta última. Sin embargo, la investigación con Cavia porcellus se ha reducido en más de un 75 % desde 1988, debido a que muchas de sus funciones han sido sustituidas con el tiempo por el uso de Rattus norvegicus domestica. 
Se ha demostrado que es buen modelo de experimentación en microcirugía y cirugía vascular.

### Usos rituales
Es utilizado ritualmente dentro de la medicina tradicional andina de Ecuador y Perú con la finalidad de «limpiar» y/o realizar un diagnóstico del problema de salud en el paciente. El roedor luego de ser frotado sobre el cuerpo del paciente es sacrificado. El entierro ritual del cuy es parte de la ceremonia.
Asimismo, ha sido utilizado ancestralmente y tradicionalmente como ofrenda por diferentes culturas de los Andes. Existen registros bioarqueológicos de este uso ritual a partir de los 2500 a. C. en el Templo de las Manos Cruzadas de Kotosh en la región peruana de Huánuco.

### Usos lúdicos
La tómbola de cuyes es un juego muy popular en celebraciones y ferias en Perú. En este juego, el animal es colocado en el centro de una círculo de casitas numeradas. Luego, en el centro se le da vueltas al cuy que se encuentra dentro de una caja en el piso para marearlo. Al destapar la caja, el cuy se introducirá en una de las casitas numeradas. La persona que ha comprado el boleto con el mismo número de la casita en donde el cuy entró, es la ganadora.

### Como mascota

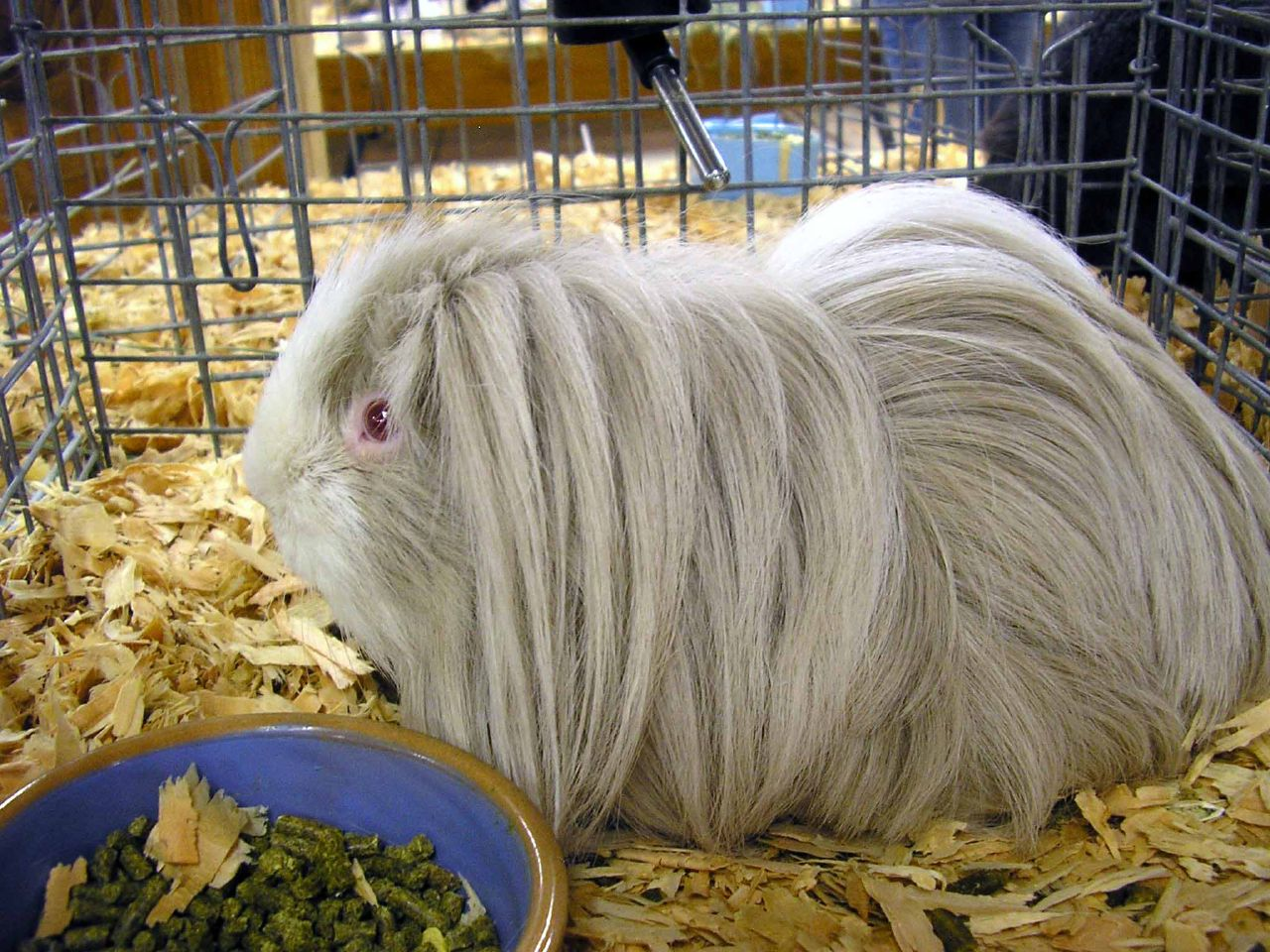
Un ejemplar de raza Sheltie, de pelo largo.

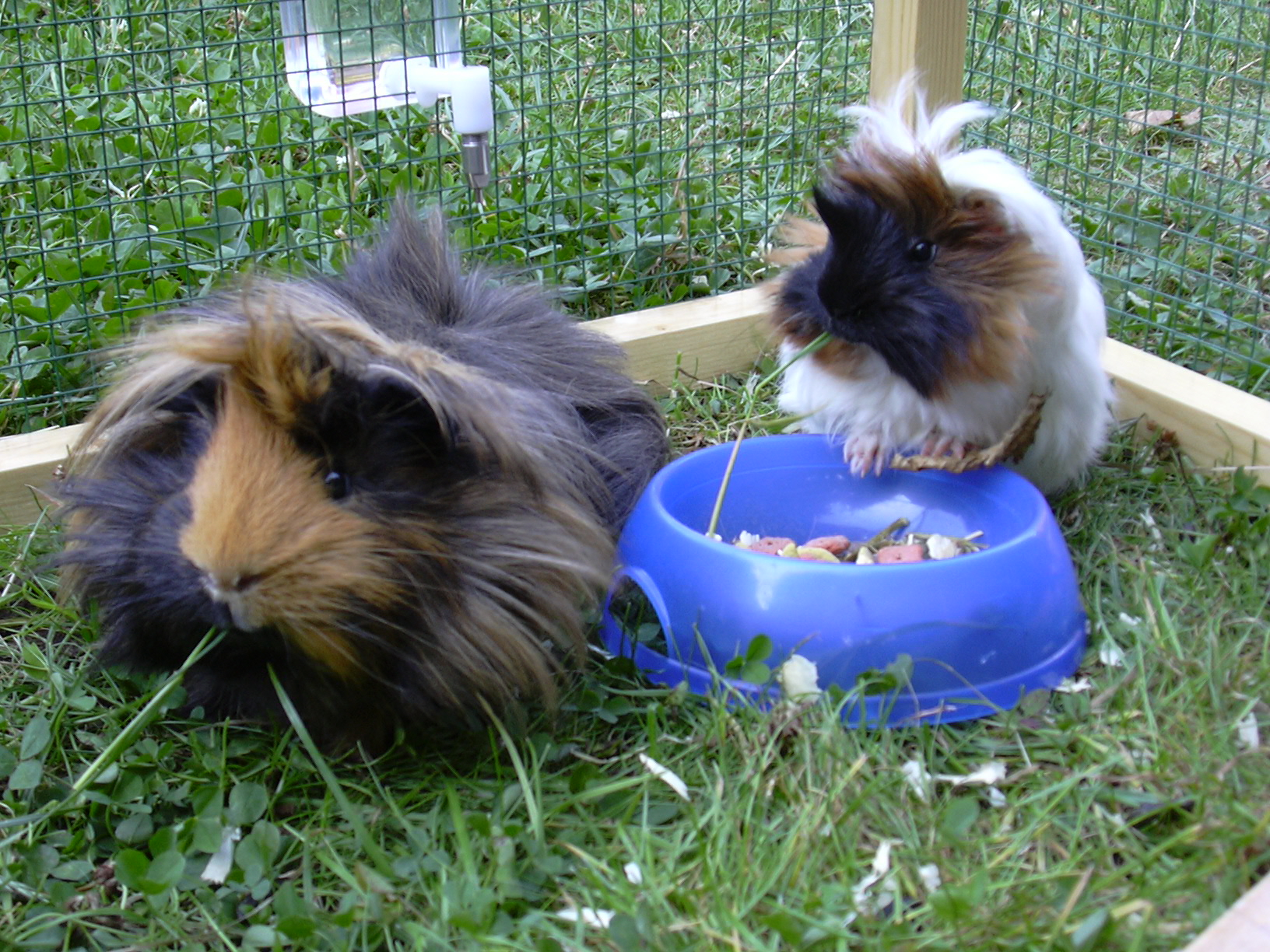
Dos ejemplares de raza abisinia (peruanas), con rosetas en el pelo.

Otra de las razones para la crianza de este roedor es para comercializarlo como animal de compañía.
En la actualidad se le cría cada vez más para tenerlo como mascota, al poder convivir con niños pequeños. Como tal se ha preferido el denominado cuy del tipo 3; es decir, las cobayas de pelo largo y lacio llamadas «cobayas de Angora». Aunque algunas especies de pelo corto también son preferidas como animal de compañía.

## Nombres comunes
En español, Cavia porcellus recibe diversos nombres propios, según el país. En su zona de origen (Ecuador, Perú y Bolivia) se le conoce como cuy (del quechua quwi), nombre onomatopéyico que aún lleva en algunas regiones de América del Sur. Principalmente en este continente, aunque también en México y América Central, existen varias formas surgidas a partir del nombre onomatopéyico quechua quwi, cuyi, cuyo, cuye, cuilo, cuis. En países del Caribe y Andalucía el nombre presenta variantes como acure, curí, curío, cury. En la Sierra Central del Perú en Huánuco, Áncash, Pasco y Junín se le conoce con el nombre de jaca o aca (del vocablo Quechua haka).
En España y en ciertas zonas de Hispanoamérica se emplean los nombres cobayo y cobaya, posiblemente derivados del idioma tupí sabúia. En muchos países, incluyendo los ya mencionados, recibe el nombre de conejillo de indias. En la región rioplatense suele ser llamado chanchito de Indias, mientras que en el resto de la Argentina se usan las palabras cuis o cobayo. En Puerto Rico se utiliza comúnmente el nombre güimo, y en Cuba es llamado curiel.

### Etimología en otras lenguas
El nombre que la especie Cavia porcellus recibe en otros idiomas carece por completo de relación con el original.
- Cavia peruviana o porcellino d’India (‘cerdito de Indias’) en italiano
- conillet d'Índies, cobàia o porquet d’Índies (‘conejito de Indias’, ‘cobaya’ o ‘cerdito de Indias’) en catalán
- porquinho da Índia (‘cerdito de Indias’), en portugués
- cochon d’Inde (‘cerdo de Indias’) o cobaye en francés
- guinea pig o cavy (‘cerdo de Guinea’ o ‘cobaya’), en inglés
- Hausmeerschweinchen (‘cerdito de mar doméstico’), en alemán
- морская свинка o morskáia svinka (‘cerdito de mar’), en ruso
- tikus belanda (‘ratón neerlandés’), en indonesio

El origen de todos estos nombres es difícil de explicar. La principal hipótesis para el nombre en inglés de guinea pig es que quizás los comerciantes alemanes e ingleses que lo llevaron a Europa regresaban por mar desde Guinea, lo que podría haber generado confusión con respecto al origen del animal. El término guinea se usaba con frecuencia en inglés para referirse generalmente a cualquier país lejano y desconocido, por lo que el nombre puede ser simplemente una referencia colorida a los orígenes exóticos del animal.
Otra hipótesis es que el nombre de los animales podría estar relacionado con la moneda «guinea», una moneda de oro inglesa. No obstante, esta hipótesis es insostenible, porque la guinea surgió por primera vez en Inglaterra en 1663, y William Harvey usó el término ginny-pig ya en 1653.